# Kristi forklaring
Kristi forklaring eller forklarelsen på bjerget er den hændelse, der omtales i evangelierne (Matt 17,1-8, Mark 9,2-8, Luk 9,28-36) og i Andet Petersbrev (2 Pet 1,16-18), hvor Jesu skikkelse forvandledes ("forklaredes") på et bjerg og blev lysende. Han taler med Moses og Elias, og Gud kalder ham for søn. Forklaringen fremstiller Jesus som over Moses og Elias, de to dominerende profeter i jødedommen. Den støtter også hans identitet som Guds søn. For at bevare hemmeligheden om, at han er Messias, forbød Jesus sine vidner (apostlen Peter, apostlen Jacob og Johannes) at fortælle nogen, hvad de havde set, før han var genopstanden på den tredje dag efter sin død på korset.
Den katolske kirke fejrer Kristi Forklarings dag den 6. august; i Svenska kyrkan er den siden 1500-tallet henlagt til Syvende søndag efter trefoldighed.